# Kerry Cahill
Kerry Jane Cahill (Helena (Montana), 23 juni 1982) is een Amerikaanse actrice.

## Biografie
Cahill werd geboren in Helena (Montana) in de staat Montana en groeide op in kleine dorpen in Montana, Oregon en Texas. Zij studeerde Drama aan de Loyola-universiteit New Orleans, de British American Drama Academy in Londen en de Queen's Universiteit van Belfast. Later verhuisde zij naar Chicago om verder te studeren.
Cahill begon in 2007 met acteren in de film The Staircase Murders, waarna zij nog meerdere rollen speelde in films en televisieseries. Zij is onder andere bekend van haar rol als Dianne in de televisieserie The Walking Dead (2016-2020).

## Trivia
- Cahills vader was in 2009 een van de slachtoffers van een massamoord door een terrorist tijdens een aanslag in Fort Hood.

## Filmografie

### Films
Uitgezonderd korte films.
- 2021: Madres - als verpleegster Carol
- 2020: Through the Glass Darkly - als Cricket
- 2019: Obsession - als rechercheur Elias
- 2019: Tall Girl - als Gina
- 2019: Wounds - als Rosie
- 2018: Laundry Day - als Dee
- 2017: Thank You for Your Service - als Anna Waller
- 2017: 4: GO - als Amanda
- 2017: Heart, Baby - als agente Katie
- 2017: Mudbound - als Rose Tricklebank
- 2016: Free State of Jones - als Mary
- 2016: The Duel - als Philomena
- 2016: Showing Roots - als Clara
- 2016: Midnight Special - als Linda
- 2015: Daddy's Home - als boze Cone-Lane moeder
- 2015: The Runner - als Wyman
- 2015: Terminator Genisys - als inspecteur Whitley
- 2015: Zipper - als verpleegster
- 2015: Mississippi Grind - als serveerster op rivierboot
- 2014: Barefoot - als kassamedewerkster
- 2013: Oldboy - als Shirley Roos
- 2013: The Monkey's Paw - als moeder van Gillespie
- 2013: Devil's Knot - als Jo Lynn
- 2013: Now You See Me - als Elkhorn agente
- 2013: Hours - als verpleegster Shelly
- 2013: Snitch - als Jane Kemp
- 2012: Battleship - als collega van Cal
- 2011: Hide - als rechercheur 1
- 2011: Texas Killing Fields - als Carla Romer
- 2011: Sister Mary - als ex-non
- 2010: Spots - als Diane
- 2010: Welcome to the Rileys - als serveerster
- 2009: Bad Lieutenant: Port of Call - New Orleans - als tweede rechercheur narcotica
- 2007: The Staircase Murders - als Barbara O'Hara

### Televisieseries
Uitgezonderd eenmalige gastrollen.
- 2023 Mayfair Witches - als ?? - 2 afl.
- 2016-2022: The Walking Dead - als Dianne - 36 afl.
- 2012: Common Law - als rechercheur Kate Cafferty - 4 afl.